# Polythora viridescens
Polythora viridescens är en fjärilsart som beskrevs av Edward Meyrick 1912. Polythora viridescens ingår i släktet Polythora och familjen vecklare. Inga underarter finns listade i Catalogue of Life.